# Air Lipsia
Air Lipsia war eine deutsche virtuelle Fluggesellschaft mit Sitz am Flughafen Leipzig/Halle.

## Geschichte
Der Name Air Lipsia kommt vom alten lateinischen und italienischen Namen für Leipzig.
Die Fluggesellschaft nahm am 31. Oktober 2010 ihren Betrieb mit Flügen nach Brüssel und Prag auf. Die Flüge nach Prag wurden bereits zum 10. Juni 2011 wieder eingestellt.
Ab Oktober 2010 waren Verbindungen zu anderen Zielen wie London mit einer geleasten Boeing 737-500 geplant.

## Ziele
Nach dem Flugplan des Flughafens Leipzig/Halle bietet Air Lipsia seit November 2013 keine Linienflüge mehr an.

## Flotte
Ab November 2010 nutzte Air Lipsia eine von Central Connect Airlines betriebene Saab 340 mit 33 Sitzplätzen. Seit Dezember 2013 operiert Central Connect Airlines nicht mehr für Air Lipsia.